# مقاطعة برنو-الريف
مقاطعة برنو-الريف (بالتشيكية: Okres Brno-venkov)‏ هي مقاطعة (أوكريس) في إقليم جنوب مورافيا في جمهورية التشيك.
عاصمة هذه المقاطعة هي مدينة برنو.

## اقرأ أيضاً
- مقاطعات جمهورية التشيك